# إينياتسيو سيلونه
إينياتسيو سيلونه (بالإيطالية: Ignazio Silone) هو الاسم المستعار للناشط السياسي والروائي الإيطالي سيكوندو ترانكويلي (بالإيطالية: Secondo Tranquilli). وُلد في بلدة بيشينا بمقاطعة لاكويلا في روما في 1 مايو عام 1900. يُعد أحد أكثر المثقفين الإيطاليين شهرة، حيث قُرئت أعماله في أوروبا وفي جميع أنحاء العالم. تُعتبر رواية فونتامارا واحدة من أشهر أعماله الروائية، وهي رواية رمزية واقعية للتنديد بالقمع والظلم الاجتماعي والفقر، وترجمت إلى العديد من اللغات. كان لسيلونه دورٌ ملحوظٌ في الحياة السياسية الإيطالية، حيث شارك في النضال ضد الفاشية في العديد من محطات حياته، وكان يبث الروح في الحياة الثقافية للبلاد فيما بعد الحرب العالمية؛ وكثيرًا ما تعرض للنقد من قبل النقاد الإيطاليين، إلا أنه في الوقت نفسه كان يحظى بتقدير خاص في العالم الخارجي. تُوفي في جنيف في 22 أغسطس عام 1978.

## حياته

### سنواته الأولى
وُلد سيلونه لأسرة ريفية في بلدة بشينا بإقليم أبروتسو الإيطالي. كان ابنًا لكل من المزارع باولو وماريانا ديللا كوادري. في عام 1911 وعقب وفاة والده، تولى أخيه الأكبر دومينيكو مهام والده الشاقة في الزراعة، في الوقت الذي امتهنت فيه والدته مهنة الحياكة، إما هو نفسه فالتحق بالمعهد الأسقفي لدراسة اللاهوت. وبعدها بأربع سنوات، تعرضت مدينة أفيتسانو بإقليم أبروتسو بوسط إيطاليا لزلزال قوي في 13 يناير عام 1915، أسفر عن سقوط أكثر من 30,000 ضحية، كان من بينهم العديد من أفراد أسرته بما فيهم والدته. ولم ينجِ من هذا الحادث إلا سيكوندو وأخيه الأصغر رومولو. وتأثرت شخصية سيلونه، الذي لم يكن يبلغ وقتها عامه الخامس عشر، كثيرًا بتلك المأساة، وظهر ذلك جليًا في إنتاجه الأدبي. وذكر ريتشارد لويس أن: «ذكرى الزلزال قد فجرت في كتابات سيلونه نفس المعاني التى تجلت في أعمال الكاتب الروسي فيودور دوستويفسكي إثر إفلاته من حكم الإعدام في اللحظة الأخيرة». وبعد بضعة أشهر من الزلزال، كتب سيلونه لأخيه متأثرًا، عقب عودته من كييتي حيث يدرس إلى مسقط رأسه: «وأسفاه! عُدت إلى بيشينا، ألقيت النظرات بين الأنقاض والدموع تملأ عيني؛ وتنقلت بين الأكواخ البائسة، المغطاة ببعض من الخرق البالية كالأيام الخوالي، التي عاش بها الفقراء دون خوف من تمييز على أساس العرق أو الجنس أو السن أو الحالة الاجتماعية. ولقد تأملت بيتنا بأعينٍ تفيض من الدمع، حيث الأم شاحبة اللون منكسرة، الآن، يسكن جسدها تلك الأنقاض غير مدركة مصيرنا، ويبدو لي وكأنها خرجت من قبرها، ولكنه طيفها القابع في أعماق عقلنا الباطن ينادينا لنستلقي في أحضانها. ورأيت مرة أخرى المكان الذي كنت قد حفرته. لقد مررت بكل شيء».

### لقاءه مع دون أوريون

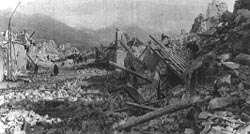
آثار زلزال أفيتسانو الذي ضرب بلدة بشينا بإقليم أبروتسو الإيطالي.

انتقل سيلونه وأخوه بعد الأيام المأساوية التي أعقبت الزلزال إلى رعاية جدتهم لأمهم فينسينزا، التي حصلت على مساعدات كبيرة وكانت تحت رعاية الملكة إلينا دل مونتينيغرو. واستطاع بعد ذلك أن ينتقل إلى مدرسة داخلية رومانية بالقرب من مقبرة فيرانو، إلا أنه ارتأى أن المدرسة لا تختلف كثيرًا عن المقبرة ولم يستطع أن يبقى بها وفر هاربًا خارجها، وقامت المدرسة حينذاك بفصله.

بعد ذلك، ظهر الكاهن دون لويجي أوريون، الذي أنفق الكثير من الأموال على ضحايا الزلزال، وساعد كل من سيلونه وصديقه ماورو أميكوني على الالتحاق بمدرسة سان ريمو؛ وأصبح من تلك اللحظة مسؤولًا عن الصديقين. وذكر سيلونه هذا اللقاء مع من أسماه كاهن غريب: 

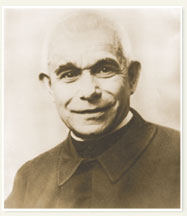
دون لويجي أوريون.

في السنة التالية، انتقل سيلونه من سان ريمو إلى مدرسة سان بروسبيرو بريدجو كالابريا، التي كان يدريها دون أوريون، بسبب سوء حالته الصحية، إضافة إلى شخصيته المضطربة غير المنصاعة للنظام. وقد شارك سيلونه أثناء زياراته المتكررة إلى بيشينا بعدة نشاطات في البلدة، التي كان يعاني سكانها من مشاكل اجتماعية، ولا سيما في منطقة الزلزال. شارك سيلونه في إحدى الثورات الصغيرة التي كانت قد نشبت في منطقة ماريسكا بإقليم أبروتسو كنوع من المقاومة ضد قوات الدرك الوطني الإيطالية، التي أتت للقبض على ثلاثة جنود لأسباب تتعلق بالغيرة، مما اضطره إلى دفع ألف ليرة غرامة لإصلاح ما تم تخريبه. وفي الوقت ذاته، لم تنقطع علاقته مع الكاهن، الذي اهتم أيضًا برعاية شقيقه الأصغر رومولو والحقه بمدرسة تورتونا في مقاطعة ألساندريا في إقليم بييمونتي، وكان يتبادل معه الخطابات.

### باكورة تجاربه السياسية

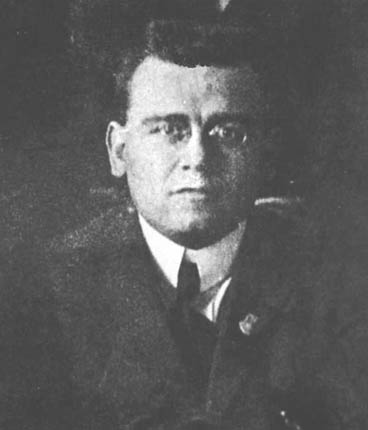
أماديو بورديجو، أحد مؤسسى الحزب الشيوعي الإيطالي والذي كان يرتبط معه سيلونه بعلاقة وطيدة.

كان سيلونه نصيرًا للفقراء والذي وقف بوجه المظالم التي عاني منها الفلاحون، حيث قام بإرسال شكاوي تفصيلية عدة إلى صحيفة أفانتي!، التابعة للحزب الاشتراكي الإيطالي، بعد أن اكتشف فساد السلطات من سرقة واختلاس للمناطق التي تضررت في فترة ما بعد زلزال أفيتسانو. ولكن ولسوء الحظ، لم تجدي هذه الرسائل نفعًا. ونتيجة لذلك، قرر أن يشارك في بعض أنشطة النقابات الزراعية، إلا أنه ارتأى أنه عليه أن يكمل مشواره السياسي، وكان لزامًا عليه التخلي عن إكمال تعليمه وتركه لمسقط رأسه والرحيل إلى روما بنهاية عام 1917. وهناك، التحق بمنظمات الشباب التابعة للحزب الاشتراكي الإيطالي، حيث تولى مسؤوليات عدة به، وصولًا إلى المناصب العليا داخله، متبنيًا الأفكار التي طرحت خلال مؤتمر زيمرفالد عام 1915. ثم انغمس بعد ذلك في الحياة السياسية داخل أروقة الحزب الاشتراكي الإيطالي، الذي كان منقسمًا فيما بين الإصلاحيين والثوريين، الذين وجدوا مرجعيتهم البلشفية في الثورة الروسية عام 1917، مؤيدًا الجانب اليساري في فترة النزاع بين التيارين، ومنحازًا إلى اثنين من الدعاة الرئيسين للحزب الشيوعي الإيطالي وهم أماديو بورديجا وأنطونيو غرامشي، الذي تأسس في 21 يناير عام 1921 بعد الانفصال عن الحزب الاشتراكي الإيطالي.

### سيلونه والحزب الشيوعي

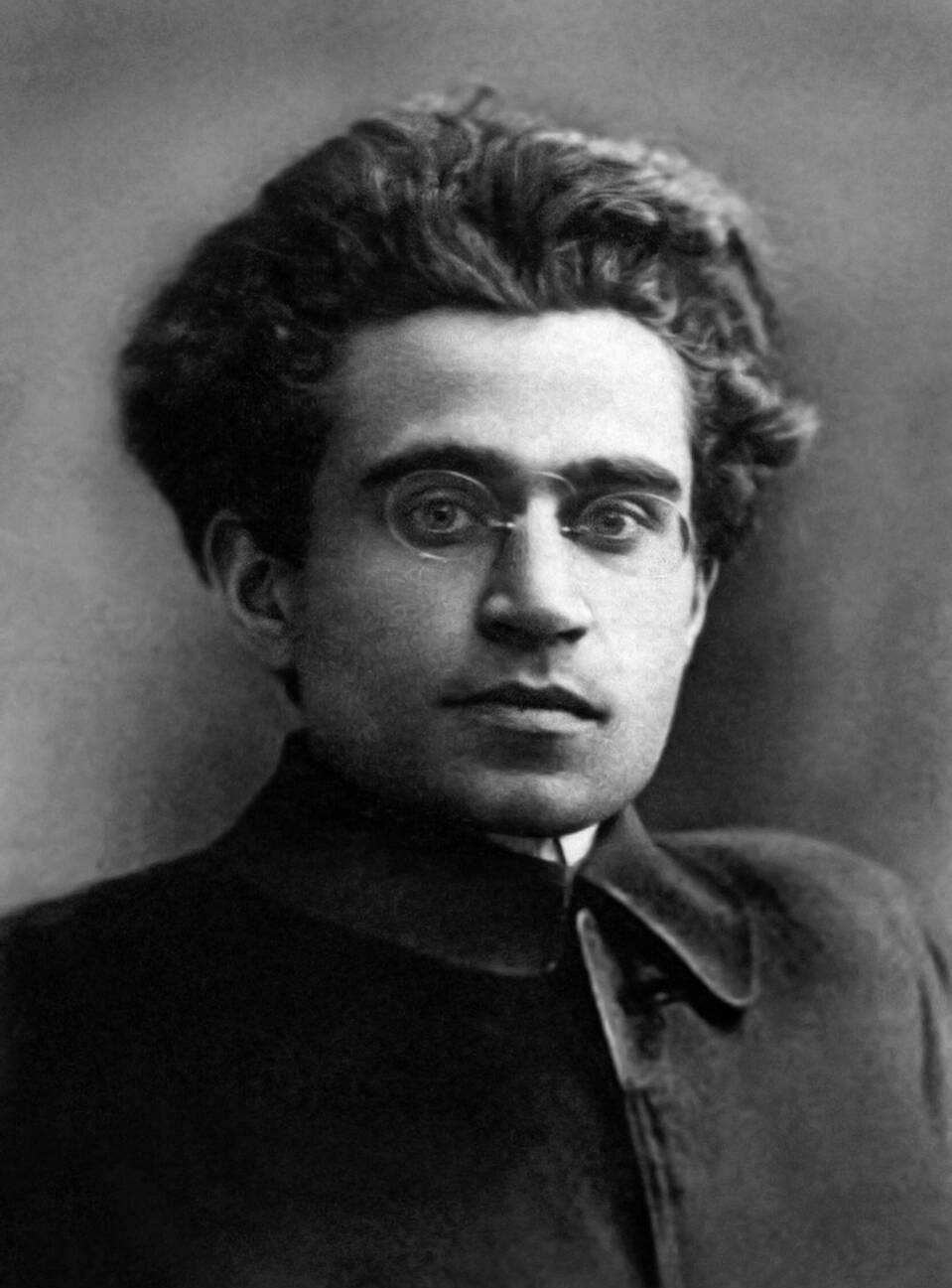
أنطونيو غرامشي

في عام 1919، كان سكرتيرًا للاتحاد الاشتراكي الروماني، وبعدها بعامين في 15 يناير عام 1921، أصبح أحد المتحدثين باسم الاشتراكيين الشباب في المؤتمر السابع عشر للحزب، والذي عُقد في مسرح كارلو جولدوني في ليفورنو، والذي فجّر انقسامًا داخل الحزب، وأدى إلى الدعوة إلى عقد المؤتمر التأسيسي لحزب جديد يحمل اسم الحزب الشيوعي الإيطالي، بقيادة كل من بورديجا وغرامشي مع سيلونه نفسه وساند غرامشي في إدارته.

كان من بين ممثلي الحزب في المؤتمر الدولي الثالث للأممية الشيوعية الذي عُقد في موسكو، حيث التقى الثوري الروسي لينين، وتشكلت لديه عدة انطباعات بقيت في ذاكرته، حيث ذكر بعد مرور قرابة خمسين عامًا: 
| إينياتسيو سيلونه | عندما رأيته للمرة الأولي في موسكو عام 1921، تولّد لدي بالفعل شعورًا خاصًا ومميزًا تجاه، أكننت له فائق الاحترام والتقدير. كان لينين آنذاك يعيش بالفعل بين الخيال والواقع. شارك لينين بوقتها في بعض الجلسات، شأنه شأن البابا في المجلس. ولكنه عندما دخل القاعة، خلق نوعًا من الأجواء الجديدة، المشحونة بالطاقة، كأنه بمثابة ظاهرة مادية قاربت البابا في التقديس: خلق نوعًا من الحماسة، كالذي يظهر في كاتدرائية القديس بطرس عندما ينتشر المؤمنون حول كرسي البابا، فتجتاح موجة من الحماس أرجاء الكنيسة. | إينياتسيو سيلونه |

شعر سيلونه بخيبة الأمل لعدم قدرته على الحوار مع البلاشفة، بما فيهم لينين نفسه، بعد صعودهم إلى السلطة، وقال أنه فقط، وفي موسكو، أمكنه التعرف عليهم عن قرب: «ما أدهشني في الشيوعيين الروس، بما فيهم بعض الشخصيات الاستثنائية المميزة أمثال لينين وتروتسكي هو عجزهم عن مناقشة الآراء الأخرى المخالفة لآرائهم المعارضة، بل والأسوء من ذلك أنهم يعتبرونك خائن وانتهازي وخصم لهم بمجرد أنك تجرأت وانتقدت أمرهم».
بعد ذلك، انضم إلى بورديجا، والذي بدوره أوكل له مهام خارجية في كثير من الأحيان، مثل ترتيب مؤتمرات الحزب المحلية، وقد توسعت علاقات سيلونه، وبدأ بتنفيذ مهام سياسية في الخارج لصالح الحزب.
عندما بدأت الفاشية في الوصول إلى السلطة عام 1922، كان سيلونه في ترييستي يعمل في هيئة تحرير صحيفة الحزب الشيوعي العامل، وقد تعرضت الصحيفة لتهديدات وهجمات قاسية من الفاشيين بسبب انتشار فكرها السياسي الشيوعي المضاد لهم. وفي واحدة من رحلاته السياسية إلى الخارج، تعرف على جابريلا سيدينفيلد، السياسية الكرواتية ذات الأصل المجري من مدينة رييكا، وارتبط بها عاطفيًا. وفي نهاية العام نفسه، اُلقي القبض على سيلونه في موجة من الأعمال القمعية المكثفة التي طالت الكثيرين ومن بينهم صحيفته.
بعد إطلاق سراحه من السجن، تحت اسم سيمون رومان، رحل إلى برلين، حيث كانت ملجأً للعديد من السياسيين الفارين من موجه الاعتقالات التي ضربت المنظمة الشيوعية في عام 1923. بعد فترة وجيزة، أرسله اتحاد الشباب الدولي في بعثة إلى إسبانيا، حيث عمل مراسلًا في صحيفة الحزب الشيوعي الفرنسي ثم في صحيفة الشيوعين القطالونيين ببرشلونة، إلا أنه لم يستطع البقاء طويلًا في إسبانيا جراء نقده اللاذع لهم، واستطاع أن يهرب من الاعتقال في اللحظة الأخيرة بفضل راهبه؛ إلا أن عواقب هذا الأمر كانت وخيمة بالنسبة لحبيبته جابرييلا، التي كان لزامًا عليها أن تبقى محجوزة في مدريد.
بعد أن ترك إسبانيا، توجه إلى فرنسا وقضى فترة في باريس، حيث عمل محررًا في صحيفة لا ريسكوزا، ولكن لسوء حظه وبسبب نشاطه السياسي اللافت للنظر، ألقت الشرطة الفرنسية القبض عليه وسلمته إلى إيطاليا عام 1925. ولكنه بعد ذلك، استطاع أن يفر هاربًا إلى بيشينا حيث عاش منعزلًا عن الحياة، ولكنه في الوقت ذاته، كان على تواصل مستمر مع الحزب الشيوعي الإيطالي، الذي اقترب من المواقف المؤيدة لموسكو. وبناءً على رغبة غرامشي نفسه، الذي كان يشغل منصب رئيس اللجنة التنفيذية للحزب الشيوعي، بدأ سيلونه العمل في لجنة الدعاية والإعلام.
مكث سيلونه فترة في موسكو إلى أن توفى لينين، وبعد ذلك، شعر بالقلق جراء النظام الاستبدادي المتبع في عهد جوزيف ستالين والذي ظهرت ملامحه في روسيا، والذي كان بمثابة النظام الذي يقضي بالفناء على كل من اختلف في الرأي مع السلطة الحاكمة، وظهر ذلك جليًا في كتابه باب النجاة. وفي عام 1926، وعقب حملة القمع التي قادها النظام الفاشي، أصبح الحزب الشيوعي حزبًا غير شرعي، وتم نقل أمانته للشؤون السياسية إلى ستورلا؛ ومن ثم انتقل سيلونه مع كاميلا رافيرا ومؤيدي الحزب إلى هناك، حيث أقام في أحد المنازل والذي أُطلق عليه اسم بيت البستاني، ومن هنا بدأ العمل على طباعة صحيفة الوحدة، الصحيفة ذات التابعية التاريخية للحزب الشيوعي ومن بعده الحزب الديمقراطي، وظل على اتصاله مع المنظمات الشعبية.
في مايو 1927، تم إرساله بوصفه ممثلًا للحزب في الجلسة الدولية الثامنة لممثلي الأحزاب، وبعدها سافر إلى موسكو مع بالميرو تولياتي في أعقاب هذه التجربة الروسية التي خيم عليها الحزن بسبب الكره الذي أبداه الروس تجاه الوفد الإيطالي، إضافة إلى المرسوم الذي صدر بحق كل من جريجوري زينوفايف، الذي انتقد الستالينية، وليون تروتسكي وتم طردهم.
في عام 1928، تم القبض على شقيقه رومولو، وبدأت رحلته في السجن، وأنكر سيلونه بوقتها انضمام أخيه إلى الحزب الشيوعي، على الرغم من اعترافات رومولو نفسه، إضافة إلى العديد من الشهادات الأخرى التي تفيد بذلك. ثم جاءت المرحلة التالية، بنفي سيلونه إلى سويسرا في الفترة من 1930 إلى 1944، اختار في باديء الأمر إلى الانتقال لوغانو ثم بعد ذلك إلى بازل الأكثر أمنًا. واستمر في هجومه ونقده اللاذع، وتعرض لخطر الاعتقال أكثر من مرة، إلا انه دائمًا ما كان ينجو بفضل مساعدة دون أوريون له.

في الوقت ذاته، تم طرد أنجلو تاسكا من الحزب لشنه هجومًا حادًا ضد الستالينية، تلا ذلك، سيطرة مجموعة من المنشقين على قيادة الحزب أمثال بيترو تريسو وألفونسو ليونته وبول رافاتزولي، وخالفوا أفكار الحزب وناهضوا ستاليني. ومن جهته، أدعى سيلونه تبنيه لأفكار ومواقف الثلاثة، الذين تم طردهم بعد ذلك عقب انتصار ستالين في موسكو يوم 9 يونيو عام 1930، ثم تلا ذلك، طرد سيلونه نفسه في 4 يوليو عام 1931، والذي علم بالقرار من خلال بيان صحفي أذاعه الحزب الشيوعي السويسري، بينما كان في مصحة بدافوس للعلاج من مرض السل والذي عانى منه لسنوات. وبدوره، وصف إيندرو مونتانيلي كيف حدثت هذه القصة، وكانت على النحو التالي: 
| إينياتسيو سيلونه | شهد سيلونه طرد تروتسكي وزينوفايف. ونظرًا لعدم رغبته في المشاركة، تمكن من التغلب على شعوره بالاشمئزاز والنفور مما آلت إليه الأمور، إلا أن تولياتي لم يتركه وشأنه، بل طلب منه أن يتكاتف معه، أو بالأحرى أن يتواطئ معه في القضاء سياسيًا ومعنويًا على المجموعة الثلاثية المكونة من كل من تريسو وليونته ورافاتزولي، والذين لا غبار عليهم في ولائهم للحزب. صاغ تولياتي البيان وأدرج اسم سيلونه به، ظنًا منه بأن سيلونه لن يتأكد من صحة البيان قط على الرغم من أنه لم يوقعه بخط يده. في الواقع، لم ينكر سيلونه ذلك. ولكن الأحداث هي من تعهدت القيام بذلك. فكتب رسالة ودية سرية إلى تريسو، وقد أبدى معارضة لما حدث معه وأولئك الذين قد تم طردهم ومن الطريقة التي تم استخدامها تجاهم. ولكن ولسوء حظه، سقطت الرسالة خطأً، ولكن ليس بسبب المتلقي، في إيدي مجموعات التروتسكي، الذين قاموا بنشرها في صحفهم على أجزاء. وحينما تلائم الموضوع وأصبح وحدة واحدة، بدأ القادة في موسكو العمل على مقارنة تلك الوثيقة مع البيان الصادر من تولياتي. وعلى هذا الأساس، اُتهم سيلونه باللعب المزدوج وتم طرده من الحزب. | إينياتسيو سيلونه |

 وجراء استيائه ونفوره من السياسة، رفض سيلونه عمليًا الدفاع عن نفسه ضد الاتهامات التي وجهت إليه، والتي كان من بينها انتمائه لأفكار ليف تروتسكي، والتي كانت تهدف إلى فكرة التوسع في الثورة الاشتراكية في جميع أنحاء العالم، على غرار ما حدث للاتحاد السوفياتي في عام 1917. واختتم مغامراته في الحزب الشيوعي قائلًا: 
| إينياتسيو سيلونه | كان بإمكانى الدفاع عن نفسي. كنت أستطيع إثبات ولائي وانتمائي للحزب. أستطيع دحض الافتراء المزعوم بعملي مع تروتسكي. ويمكنني أن أقص عليكم كيف انقلب المشهد لبياني المزعوم المرسل إلى تولياتي. كان بإمكاني كل ذلك، ولكن لم أرغب في ذلك. ففي لحظة معينة، تبين لي وبشكل واضح الخديعة المدبرة والمتوقعة التي حُيكت لي وتعرضت جرائها للتشهير. بعد شهر أو ربما بعد عامين، كنت سوف أجد نفسي لا محالة في هذا الوضع مرة أخرى. كان من الأفضل الانتهاء من ذلك إلى الأبد. كان لزامًا عليّ ألا أهرب من هذه الفرصة الإلهية، حيث جاء باب النجاة، الذي مكنني من استكمال مهمتي في الدفاع عن الحرية والثقافة. | إينياتسيو سيلونه |

### إنجازاته الأدبية
عاش سيلونه حالة من التخبط خارج الحزب الشيوعي، والذي أمضى به العديد من السنوات، فكان مريضًا ومطاردًا ومنفيًا ومحرومًا من شتى سبل كسب العيش، لا سميا بعد انقطاع مساهمات الحزب له، إضافة إلى حزنه على فراق أخيه، الذي مات إثر تعذيبه من قبل أقبية الفاشيين، وبقيت ذكرى الأحداث الأليمة راسخة في ذهنه طوال حياته. ورغم ذلك له وعلى عكس المتوقع، وجد سيلونه ملاذه في الكتابة الأدبية، الذي كان بمثابة طوق النجاة من الحزن الذي خيم عليه. واستخدم الاسم المستعار ليحمي من تبقى من أفراد عائلته من ملاحقة الفاشيين.
خلال إقامته بدافوس عام 1930، وأثناء تلقيه العلاج بالمصحة، كتب سيلونه في غضون بضعة أشهر رائعته الأدبية فونتامارا عام 1930، ونُشرت الرواية باللغة الألمانية عام 1933 ومن ثم بعدة لغات أخرى فحققت نجاحًا عالميًا. تتناول الرواية قصة واقعية عن اضطهاد السلطة لفلاحي جنوبي إيطاليا البؤساء الذين طالبوا بحقوقهم لتحويل المجرى المائي الذي يروى أرضهم، وأعطاها سيلونه اسم قرية وهمية في إقليم أبروتسو. وبدورها مثلت الرواية واحدة من القضايا الأدبية للقرن العشرين. وفي عام 1933 في زيورخ، بدأ سيلونه في الاحتكاك والتواصل مع البيئة الثقافية التي توفرها المدينة بفضل وجود العديد من اللاجئين السياسيين الذي برز من بينهم الفنانين والمفكرين والكتاب. وقام بالعمل في دار نشر صغيرة، التي أصدرت طبعات جديدة من رائعته، والتي تولت في الوقت ذاته نشر كتابات مؤلفي المهجر. وعبر الكاتب عن ذلك في بداية الرواية: «... ظننت أنه لم يعد لدي ما أعيش من أجله، ولذلك بدأت في كتابة قصة تحت عنوان فونتامارا، لقد بنيت في مخيلتي قرية بذكريات مريرة، وبدأت العيش بها،  كانت قصة بسيطة إلى حد ما، ولكنها كانت ذات صفحات قاسية، وجذبت أنظار الكثير من القراء من مختلف البلدان على غير المتوقع، نظرًا للشوق والحب الذي كان يغذيها ويحركها».
وخلال الفترة ذاتها، تولى تحرير مجلة المعلومات التي أسسها وكانت تصدر باللغة الألمانية، وقد تجمع حوله أكثر من سبعين شخصية بارزة في مجال الأدب والفن. وهو الأمر الذي جعله يولي اهتمامًا بالاتجاهات الجديدة للعمارة والتصميم الطليعية، محاكيًا بذلك فناني الباوهاوس. وفي هذه الأثناء، كانت قد جمعته علاقه قوية مع الكاتبة والمحللة النفسية ألين فالانجين، التي ساعدته كثيرًا بعلمها في نشر روايته، والتي أعادت له الحياة التي كادت أن تتلاشى جراء انفصاله عن جابرييلا سيدينفيلد، التي لا زال متعلقًا بها.
في عام 1934، ظهر عمله ذو الطابع السياسي الفاشية: أصول وتنمية، وبعده بعام، ظهرت رحلة إلى باريس، وهي مجموعة قصصية ساخرة على غرار كتاباته بإحدى الصحف السويسرية. ثم في عام 1936، ظهرت النسخة الألمانية من رواية الخبز والنبيذ ثم تلتها النسخة الإنجليزية معها بأواخر العام وبعد بعام، ظهرت النسخة الإيطالية منها، والتي صارت لاحقًا تحمل اسم النبيذ والخبز، والتي قام سيلونه بتنقيح النص كاملًا بعد الحرب وقامت بنشرها دار أرنولدو موندادوري للنشر عام 1955. ويعرض بها الكاتب قصة رمزية تحتوي على العديد من النقاط الخاصة بسيرته الذاتية، احيث تتناول قصة الشيوعي بيترو سبينا، الذي يذهب إلى إيطاليا ليطلق العنان لانتفاضة الفلاحين المحليين ضد الفاشيين. وشأنها شأن فونتامارا، حظيت هذه الرواية بإشادة وترحيب كبيرين ولا سيما من المفكرين الأجانب، بما في ذلك الألماني توماس مان والفرنسي ألبير كامو، والذي وصفها قائلًا: «إن كلمة قصيدة بكل ما تحمله من معاني، نجدها متجسدة بين ثنايا هذا الوصف الحي لإيطاليا الخالدة وريفها، وفي وصف أشجار السرو وسماءات لا مثيل لها، وفي الإيماءات المفعمة بالأحاسيس لهؤلاء الفلاحين الإيطالين». تلى ذلك، بذرة تحت الثلج عام 1941، التي صور بها مصائر عدد من الأبطال الاشتراكيين الذين حاولوا مساعدة الفلاحين على تحمل مأساتهم، وقد تم معالجة الرواية مسرحيًا عام 1944، وتم عرضها في لندن ونيويورك.
وبفضل هذا النجاح الأدبي الجديد، أصبح سيلونه مفكرًا رائدًا في الحياة الثقافية الأوروبية، وخاصة في الرسوم المتحركة في سويسرا. بدت كتاباته لبعض النقاد سيئة غير مستوفية للشروط الأدبية الجمالية، وعزا بعضهم الآخر هذا النقد إلى الغيرة من الشهرة التي حققها على الصعيد العالمي. وفي أثناء ذلك، زاد من هجومه على نظامي موسوليني وستالين، وصولًا إلى التحدث عن الفاشية الحمراء، غير مبالٍ لأي شيء، بل كان مدفوعًا بإيمانه الراسخ في الحرية والعدالة الحقيقية. وكان قد ذكر في أحد تعليقاته في إحدى المقالات على الفاشية الحمراء التي كانت محور مقالتة الجديدة مدرسة للحكام المستبدين، التي نشرها في ألمانيا عام 1938، إلا أنها ظهرت ببنية سردية مختلفة، حيث كانت عبارة عن حوار بين ثلاثة شخصيات، بطابع مليء بالسخرية والتهكم. وقد تُرجمت في إنجلترا والولايات المتحدة، إلا أنها لم تحظ بعدد كبير من الطبعات، لعدم وجود نسخة باللغة الفرنسية وتم حظرها في ألمانيا وفي النمسا وإيطاليا، التي لم تنشر حتى عام 1962، حيت تولت دار نشر أرنولدو موندادوري طباعتها.
في عام 1938، ظهرت له مقالة  لقاء جديد مع جوزيبي مازيني، التي نُشرت في لندن بوقتها، وبعد ذلك بأحد عشر عامًا تم نشرها في بونتي بإيطاليا عام 1949، وتتناول هذه المقالة جزءًا من أفكار مازيني، التي ستتبلور لاحقًا في رواياته وكتاباته.
بعد ذلك، دُعي سيلونه إلى التعاون مع أهم المجلات السياسية، ولكنه وبناءً على تجاربه السابقة مع الحزب الشيوعي، لم يقبل أي من اقتراح كارلو روسيلي للكتابة في مجلة حركة العدالة والحرية، معللًا « أنه لا ينتمي لأي منظمة ويرى أن يظل هكذا دون هوية واضحة». ولا دعوات بعض المفكرين الألمان المؤيدين للسوفيت لمجلة داس فورت الألمانية ، تحت إدارة برتولت بريشت. إلا أن سيلونه كان قد عاد، وللمرة الأولى بعد صدمة خروجه من الحزب الشيوعي، للاحتكاك بالسياسة في شكل لقاء أجرته معه أحد المجلات من اليسار الراديكالي الأميركي. وكان لزامًا على سيلونه أن يبدأ من الاشتراكية المتأصلة من أجل بناء ما يسمى بالطريق الثالث، الذي لا ينتمي لأي منظمة ويري أن يظل هكذا دون هوية سياسية واضحة. وكان مصيره بعد ذلك، صدور مذكرة اعتقال بحقه، متضمنة طلب تسليم أرسلته الحكومة الإيطالية إلى نظيرتها السويسرية. ومن جهتها، فرضت الحكومة السويسرية عليه عدم الانخراط في الحياة السياسية. ولكن تزامنًا مع دخول بلاده في الحرب، قام سيلونه بالالتحاق بمركز الأجانب للحزب الاشتراكي، وعمل به سكرتيرًا ، ولكن تحت اسم مستعار سورماني.

### سنوات الحرب

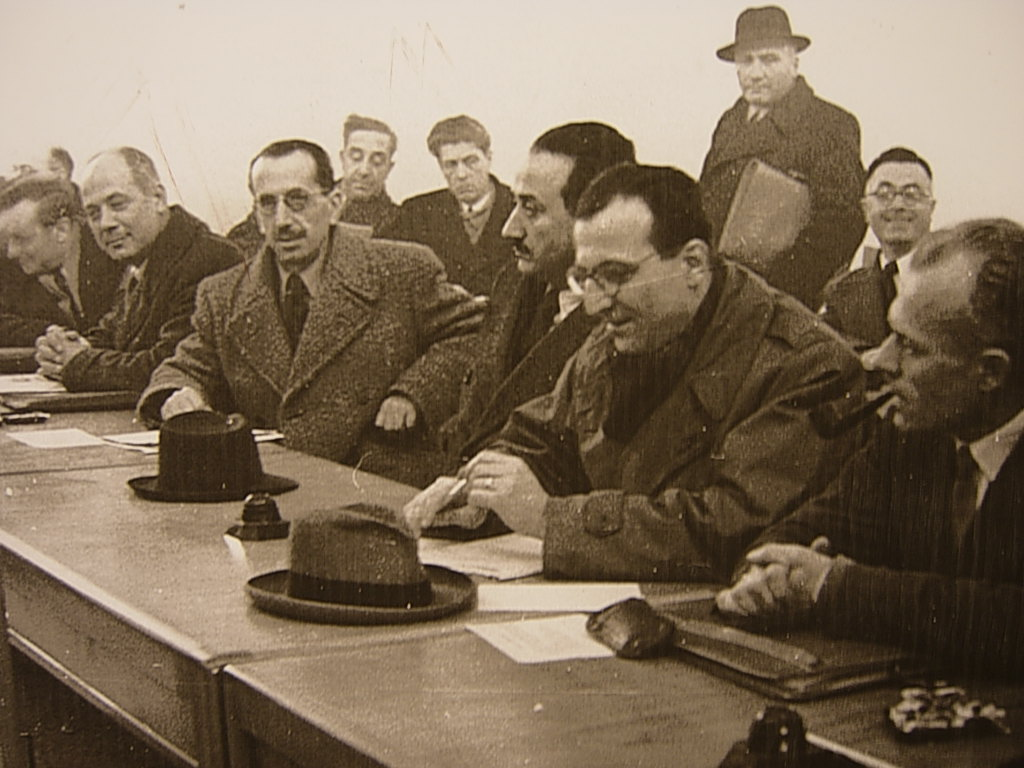
سيلونه مع إيفان ماتيو لومباردو وساندرو برتيني عام 1946.

في عام 1941، صدرت رواية بذرة تحت الثلج باللغة الألمانية، ونُشرت في العام التالي في دار نشر كابولاجو في مدينة لوجانو باللغة الإيطالية، رغم محاولات عدة من الحكومة السويسرية وتحت ضغط من الانتداب الإيطالي في برن لإخضاع الرواية لرقابة صارمة. تمثل الرواية الامتداد الطبيعي لرواية الخبز والنبيذ، وتعرض مصير عدد من الأبطال الاشتراكيين الذين حاولوا مساعدة الفلاحين على تحمل مأساتهم، إضافة إلى كونها تبرز أهداف سيلونه وغايته في إغراء ومغازلة الصحافة، وبالأخص الصحافة والنقد الأدبي الأجنبي. وفي ديسمبر من العام نفسه، تعرف سيلونه على دارينا لاراسي، مراسلة أيرلندية لمجلة نيويورك هيرالد تريبيون، في أول لقاء معها في مكتبة في مدينة زيورخ، والذي تبعه العديد من اللقاءات، والتي انتهت في نهاية المطاف بحفل زفاف في روما بعد أربع سنوات، حيث ظلت دارينا رفيقة العمر لسيلونه حتى وفاته.
في مؤتمر موقف السابقين عام 1942، أظهر سيلونه أفكاره إلى جانب مجموعة من كبار رجال السياسة السويسريين والألمانيين، مهاجمًا الالتفاف العقائدي حول الماركسية الذي يراها واحدة من مأسي العصر. وكان يأمل أن يشمل النظام الاتحادي أوروبا في نهاية الصراع؛ وتحدث أيضًا عن ما يسمى بالجبهة الثالثة التي تعارض الفاشية والتي كانت تعمل على إدخال الديمقراطيات المتحالفة. إضافة إلى ذلك، قام بتدشين مجلة تحمل صيغة شعار العصيان المدني لغاندي، وبالمثل أعد بيانًا للعصيان المدني، نُشر في الجبهة الثالثة الصحيفة الرسمية الناطقة باسم الحزب الاشتراكي الإيطالي.
وبسبب تطاوله المفرط، ألقت السلطات السويسرية القبض عليه في 14 ديسمبر 1942 بتهمة قيامه بأنشطة سياسية غير مشروعة. وكان أمر الطرد قد صدر فقط بناءً على طلب التسليم الوارد مسبقًا من الحكومة الإيطالية والذي لم ينفذ حينها؛ حيث حُجز سيلونه فقط لأسباب صحية في دافوس، ثم في بافاريا، حيث مكث بها حتى نهاية فترة إقامته في سويسرا.
ولتراجع عمله الروائي الخبز والنبيذ الذي صدر عام 1936، قام سيلونه بنشر معالجة مسرحية له تحت عنوان واختبأ عام 1944، الذي ظهر في بداية الأمر بالألمانية ثم أعقبها بالإنجليزية بفضل ترجمة دارينا، إلا أن تم نشرها في العام التالي بالإيطالية من قبل الوثيقة للنشر.
وبعدها بعامين في 1 فبراير 1944، عُين رئيسًا للتحرير للإصدار الجديد من مستقبل العمال، وهي صحيفة قديمة في زيورخ تم تجديدها آنذاك، حيث أشعل سيلونه روح المناقشات الثقافية، وكتب معظم مقالاتها وكان يختار المواضيع التي يجب تناولها؛ وفي الوقت نفسه تعاون مع صحيفة الصحافة الحرة ذات الميول الاشتراكية لكانتون تيسينو.

### عودته إلى الوطن

سيلونه الزعيم الاشتراكي بعد الحرب.

في 13 أكتوبر عام 1944، عاد سيلونه إلى إيطاليا بطائرة عسكرية أمريكية صغيرة في مطار كابوديشينو في نابولي، بعد سنوات عدة قضاها في المنفى. قضى ليلته الأولى في كازيرتا، ثم انتقل في اليوم التالي إلى روما حيث التقى الزعيم الاشتراكي الإيطالي بيترو نيني، الذي أشار إلى هذا اللقاء في يومياته: «كان اللقاء مفعمًا بالمشاعر، وقد شعر سيلونه بذلك. ولكي نتجاوز مرحلة تبادل الاتهامات حول الماضي، أخبرني أنني كنت بمثابة رئيس الحزب، وأنه يتفق تمامًا مع السياسة الموحدة التي أنتهجها الحزب، ولكن إذا أرتأيت فيه غير ذلك، فسوف يلجأ إلى مهنته بوصفه كاتبًا».
بعد تحرر البلاد وإعلان دستور 1947 الديموقراطي أن الجمهورية الإيطالية ذاتها مبنية على المقاومة وتردي الأحوال واستحالة عودة أوضاع البلاد إلى ما كانت عليه سابقًا في أعقاب الحرب، بدأ سيلونه أنشطته الثقافية في إيطاليا، عارضًا بعض من مراحل حياته المضطربة، واتخذ موقفًا ضد الحركات المعادية للفاشية وأظهر معارضته لأية عملية تطهير داخل الحزب. وفي هذا الصدد نشر مقالًا في صحيفة أفانتي! تحت عنوان التغلب على أعداء الفاشية.
ارتأى سيلونه أن السياسة جزء لا يتجزأ من الثقافة، وقد ظهرت تحليلاته الحادة والعميقة في كل المقالات التي نُشرت في مجلات مختلفة، إضافة إلى مشاركته النشطة في المبادرات الثقافية، حيث كان رئيسًا للرابطة الوطنية لأصدقاء الجامعة، كما أسس مع زوجته مسرح الشعب.
في ديسمبر عام 1945، عُين سيلونه مديرًا للطبعة الرومانية لصحيفة أفانتي!، بعد توقيعه جنبًا إلى جنب مع ساندرو برتيني، حيث فازت الصحيفة بتنظيم المؤتمر الأول للحركة الاشتراكية؛ ومن ثم استطاع سيلونه أن يحافظ على منصبه بالجريدة حتى صيف العام التالي، إلى أن تمت دعوته مع نيني إلى لندن، من قبل حزب العمل لإجراء مناقشات غير رسمية حول معاهدة السلام؛ حيث تعرف على جورج أورويل الذي ألتقى به عدة مرات.
في العام التالي، قام بتأسيس وإدارة المجلة الأسبوعية أوروبا الاشتراكية، والتي كانت في باديء الأمر تصدر كل أسبوعين، والتي كرس لها الكثير من الوقت والمجهود، مما اضطره إلى التخلي عن منصب السفير الإيطالي في باريس. انتهج سيلونه إطارًا تحريريًا جديدًا، حيث استأنف كفاحه السياسي والثقافي في العمل في جريدة مستقبل العمال، وهي صحيفة اشتراكية إيطالية تصدر في سويسرا من قبل المهاجرين بداية من عام 1899، والتي كانت تهدف بالأساس إلى المطالبة باستقلال الحزب الاشتراكي عن الحزب الشيوعي الإيطالي إضافة إلى تحليل العلاقة بين السياسة والثقافة مع إطلاق موضوع الوحدة الأوروبية.

### المعترك السياسي والثقافي

#### الجانب السياسي

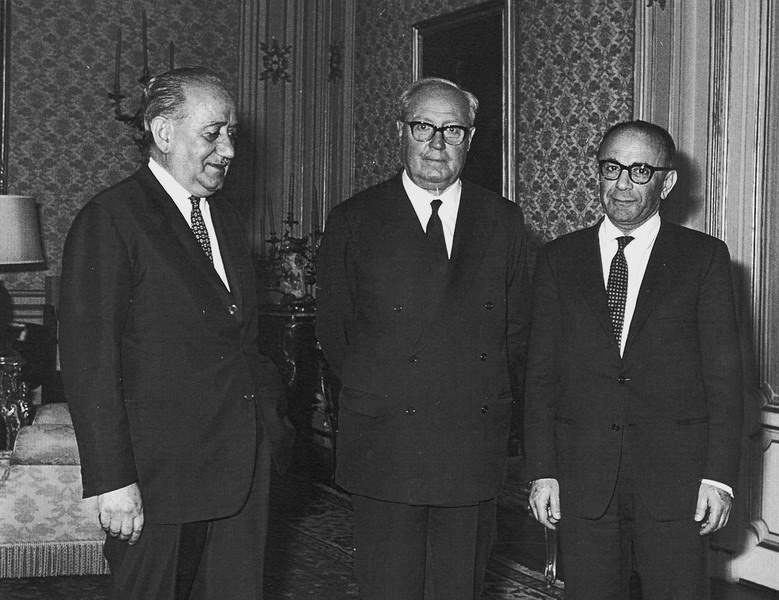
سيلونه إلى جانب كل من جوزيبي ساراغات ونيكولا كيارومونتيه.

شارك سيلونه في المعترك السياسى وهو عضو في الحزب الاشتراكي، مدفوعًا بالنزاع مع الحزب الشيوعي الإيطالي ومطالبة باستقلال الحزب الاشتراكي عنه؛ كان أحد مجددي عصره وخصوصًا في مواقفه المنفتحة تجاه الكنيسة المسيحية. في عام 1948، وقف بوجه التحالف الشعبي بين الحزبين الشيوعي والاشتراكي في الانتخابات الذي أيده نيني، وكان حجته في ذلك مدعومة بفشل الاشتراكيين في الانتخابات. إلا أن خيبة أمله السياسية الجديدة كانت جراء خوضه لتجربة قصيرة في الحزب الاشتراكي المتحد، والذي تم تأسيسه في ديسمبر عام 1949، بالالتقاء والاندماج بين الحزبين الاشتراكي الإيطالي ذاتي الحكم، مع وزير الداخلية حينذاك جوزيبي روميتا، والعمال الاشتراكي اليسارى الإيطالي. وقبلها بعام، كان قد وقع مع العديد من المفكريين والمثقفين بيانًا تحت اسم الثقافة الأوروبية والحرية.
في هذه الآونة وللمرة الأولى أدرك النقاد الإيطاليون قيمة الكاتب الأبروتسي، الذي لم يكن يحظى حتى هذه اللحظة بأي تقدير داخل وطنه على عكس ما كان بالخارج. وعبر الكاتب والناقد الإيطالي جينو بامبالوني عن ذلك قائلًا في بداية عام 1949: «باتت أهمية سيلونه في أدبنا المعاصر ملحوظة، وأصبحت أكبر بكل تأكيد عما كان يتخيله النقاد في عصرنا هذا».
حظيت روايته فونتامارا في العام ذاته بقدر كبير من الاهتمام وتصدرت دور النشر، حيث نشرتها دار أرنولدو موندادوري للنشر، وبقيت مصاحبة له حتى نهاية مسيرته الأدبية، ثم تلتها الطبعة الثانية من روايته بذرة تحت الثلج، وكانت بمثابة روايته الأولى بعد الحرب.
كانت روايته الجديدة حفنة من العليق بمثابة لائحة اتهام حقيقية لفرض الشيوعية، التي هيمن عليها الطابع السوفيتي، بعد أن فقد كل اتصال مع المشاكل الحقيقية للطبقة العاملة. وكعادة أعماله، فإن الرواية حظيت بتقدير ونقد إيجابي في الخارج، وتم ترجمتها إلى أكثر من عشر لغات. إلا أنه وكما كان متوقعًا سلفًا، فإن الرواية في إيطاليا كانت قد تعرضت للعديد من الهجمات والنقد القاسي في أعمدة مجلات مختلفة مثل الوحدة وريناسيتا. و أفانتي! ثم أعقبها مناوشات لفظية قاسية على قدم المساواة بين الكاتب وتولياتي.
في عام 1953، ووسط مناخ سياسي مليء بالصراعات الداخلية والدولية، أقنعه جوزيبي ساراغات بخوض المعركة الانتخابية على قائمة الحزب الديمقراطي الاشتراكي الإيطالي، الذي كان في وقت سابق يحمل اسم حزب العمال الاشتراكي الإيطالي، إلا أنه حقق فشلًا ذريعًا، حيث حصد 320 صوت فقط في بلده بيشينا، ولم ينتخب في العديد من المدن والمقاطعات مثل لاكويلا وكييتي وبسكارا وتيرامو. ومنذ ذلك الحين، قرر سيلونه الابتعاد نهائيًا وبشكل دائم عن الحياة السياسة النشطة.

#### الجانب الثقافي

مجلة نوفمبر 1961.

كان سيلونه رئيس لجنة التحكيم في مهرجان البندقية السينمائي عام 1954، وكان مرتبطًا برابطة الحرية الثقافية، حيث كان بمثابة أحد ملهميها الرئيسيين، وقد لقبه الأعضاء بلقب المهاتما غاندي، (الروح العظيمة). وقام حينذاك بالعديد من الرحلات خارج البلاد، حيث شارك في عدة مؤتمرات ومناقشات، مثل الذي خاضها مع جان بول سارتر، وكان سيلونه وقتها مؤمنًا بأفكار سيمون فايل.
بعد صدور الطبعة الجديدة من النبيذ والخبز، قام سيلونه بإعادة ضبط بعض أعماله مع التنقيح والمراجعة، حيث أسس مع نيكولا كيارومونتيه مجلة الزمن الحاضر، والتي أدارها في الفترة ما بين عامي 1955 و1968. وكانت المجلة بمثابة نتاج واستجابة للحاجة إلى مجلة ثقافية بعيدًا عن الأحزاب، ومستقلة عن الضغوط السياسية وأيديولوجيتها. فيما اعتبرها المؤرخ والصحفي البريطاني فرنسيس ستونور سوندرز، بصحيفة الحرب الثقافية الباردة وسي آي آيه وعالم الآداب والفنون بمثابة المستقبل والمستفيد من التمويل المقدم من وكالة المخابرات المركزية عبر بوابة رابطة الحرية الثقافية، إلا أن سيلونه نفسه أعلن أنه كان يجهل ذلك الأمر ولم يعلم مصدره حتى عام 1967.
عقب اندلاع الثورة المجرية عام 1956، تعاطف سيلونه مع مثيري الشغب في بودابست وأدار من موقعه بإيطاليا الصحيفة المجرية أولاسزورسزاجي أوجساج. وفي ديسمبر 1956، نشر في صحيفة الأكسبريس الفرنسية اليومية مقالًا تحت عنوان الدروس المستفادة من بودابست، حيث هاجم وبشدة، إضافة إلى عدة أمور أخرى، موقف تولياتي الذي عبر عن الوقائع المجرية موضحًا: «أنه من الابتذال والوقاحة أن اللغة الإيطالية لم تكن تُعرف منذ سقوط الفاشية». وفي العام ذاته، اتخذ موقفًا حاسمًا في صراعات الرأي لصالح عالم الاجتماع دانيلو دولتشي، وتعاطف مع الفلاحين في بارتينيكو، واُعتقل بسبب ذلك.
أظهر سيلونه في رواياته تهكمًا على ما خلفته الفاشية من أثر في الحضارة والفكر، حيث صورها وكأنها المرض الغامض الذي يتسرب إلى الأجزاء التالفة من الداخل. وكان كتابه الهزلي مدرسة الدكتاتوريين الذي صدر عام 1938 من أقسى ما كتب في هجاء الفاشية. فيما ذكر في روايته باب النجاة التي كتبها عام 1965 بعض اعترافاته وتحوله من الاشتراكية إلى الشيوعية ومنها إلى الإيمان المسيحي، وتبعها بروايته سر لوقا بالعام ذاته، والتي شكلت نهجًا مختلفًا، حيث كانت بمثابة موضوع غريب على الإنتاج الأدبي في المنفى. وقد ميزت طبيعة أبروتسو الخلابة أسلوب الكاتب وانعكست سيرته الذاتية على بعض أعماله.
وفي رودس في الفترة من 6 إلى 11 أكتوبر عام 1958، شارك سيلونه في ندوة هامة تحت عنوان الحكومات التمثيلية والحريات المدنية في الحكومات الجديدة، حيث ركز على قضايا السياسة العامة الدولية، فيما أرسل من منبره إشارة إلى الساحة السياسية الإيطالية، حيث بدأ معركته الفكرية ضد الأحزاب السياسية وضد تسييس الحياة الوطنية العامة بأكملها.

### مسيحى بلا كنيسة
مع تحليل واضح يمكن أن يكون سابقًا لأوانه، بدأ سيلونه التحدث في تلك السنوات عن النظام الحزبي السياسي، الذي يحدد بيروقراطية الأحزاب السياسية، مبينًا: «أنه ونظرًا لوجود المركز الحقيقي للسلطة التنفيذية خارج البرلمان، فإنه سيكون أكثر دقة أن نقول أننا نعيش تحت رعاية نظام السياسة الحزبية». وبسبب الجدل القائم حول كيانات الأحزاب، والذي أدى بدوره إلى اتخاذ موقف صارم أثناء اجتماع أصدقاء العالم، الذي عُقد عام 1959 في الذكرى السنوية الثلاثين للاتفاقية البابوية، والذي كان يهدف إلى تحليل تدخل الكنيسة- ممثلة في الكرسي البابوي- في الحياة السياسية الإيطالية، وهو بدوره الأمر الذي مثل لسيلونه انتهاكًا صارخًا لممارسات تتم ضد الحزب الديمقراطي المسيحي الإيطالي، الذي كان بمثابة أهم حزب مسيحي ديمقراطي آنذاك.
كما ظهر وكأنه اشتراكي بلا حزب، فإن سيلونه قد أبدى عدم اكتراثه بالتسلسل الهرمي للكنسية، وأطلق على نفسه لقب مسيحي بلا كنيسة؛ وقال أن دعاة المسيحية قادرون على تتبع تاريخها وصولًا إلى نقاء رسالة الإنجيل، ونضج فكره العقائدي في أواخر الخمسينات، وقام بكتابة واحد من أشهر أعماله نجاحًا والأوفر حظًا في النقد. ولم تقبل الاشتراكية المسيحية لسيلونه بأي تنازلات في بنيتها الفوقية وبالمثل رفض أنصاف الحلول، وكتب للنقاد قائلًا: بإن فساد الدين كان من بين أهم الأشياء التي جرحته وجعلته يشعر بالغضب.
في مايو 1960، نشر روايته الثعلب وأزهار الكاميليا، التي تبدو وكأنها طبعة جديدة من قصته القديمة الثعلب التي تم إدراجها في مجموعته القصصية رحلة إلى باريس، والتي لم تكن من ضمن أعماله المعروفة حينذاك، وعلى الرغم من بعض الانتقادات التي عبرت عنها دار ألبرتو موندادوري للنشر، إلا أن الرواية قد حققت مبيعات كبيرة في طبعتها الثانية عام 1964، والتي وصلت إلى أكثر من 70,000 نسخة.

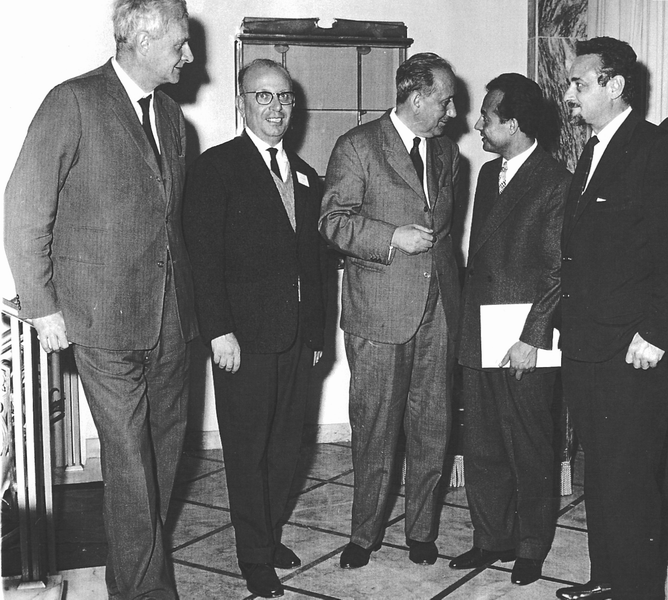
سيلونه إلى جانب الشاعر البريطاني ستيفن سبندر في مؤتمر الأدب العربي المعاصر في روما 1961.

في العام التالي، شارك في مؤتمر حول الأدب العربي المعاصر، وكانت مجلة الزمن الحاضر من بين المنظمين، وقد سافر مع زوجته في رحلة إلى منطقة الشرق الأوسط، وقام بزيارة الأراضي المقدسة، وبالمثل تعرف على تلك الأماكن التي كانت مماثلة لتلك التي كانت تظهر في رواياته مشهد الروح.
في عام 1962، وبعد صدور الطبعة الثالثة من بذرة تحت الثلج ومدرسة الدكتاتوريين، بدأ تعاونه مع صحيفة إيل رستو ديل كارلينو، بناءً على دعوة ملحة من السياسي الإيطالي جيوفاني سبادوليني، وتزامنًا مع الظروف الاقتصادية التي ألمت بمجلة الزمن الحاضر، والتي بدأت تخلق نوعًا من الصعوبات الجمة لكل من سيلونه وكيارومونتيه الذين استطاعوا الإبقاء على المجلة حتى عام 1968.
في عام 1963، أصبح سيلونه ملحقًا ثقافيًا بالسفارة الأمريكية في روما، وبالرغم من الجدل الدائر حول سرية التمويل الأمريكي المقدم للمجلة من وكالة المخابرات المركزية، والتي أنكرها سيلونه بوقتها، إلا أنه أثار الشكوك حوله جراء تعامله مع الأمريكيين أنفسهم، والذين أبدوا احترامهم له بوصفه كاتبًا من جهة، إلا أنهم على الجانب الآخر اتهموه بالمكارثية، وهو المصطلح المستخدم للتعبير عن الإرهاب الثقافي الموجة ضد المثقفين.

### اعترافات نقدية
كان عمله باب النجاة الذي صدر عام 1965 بمثابة نقطة الانطلاق لاعترافات نقدية إيطالية، وكان أول إشادة حقيقية من النقاد الإيطاليين. كان الكاتب، منذ صدور روايته فونتامارا، موضع تقدير واحترام من الخارج، ولكنه لم يحظ بذلك في وطنه، حيث انتقده النقاد دون سابق إنذار، وكان في نظرهم مؤلفًا للأدب الذي يتناول أنشطة سياسية للمنشين عن حكومة البلد التي تم نفيهم منها. إضافة إلى أنهم يرون أنه انحدر بالأسلوب الأخلاقي مع عدم وجود قيم فنية. وارتأى النقاد، وبداية من هذا العمل السياسي، أنهم يتعاملون مع شخصية مختلفة، ولم تقلل الانتقادات الذاتية من أولئك الذين عارضوه في الماضي.
جاءت إعادة هيكلة أعمال الكاتب متأخرة بعض الشيء، وإن كانت تعكس ما وراء فكره الماركسي. وعلى الرغم من الاعتراف الصريح لكارلو بو باستبعادهم لسيلونه من المشاركة في جائزة فياريجيو في ذلك العام. وفقًا للبعض، فإن تعليق رئيس تحكيم هذه الجائزة الأدبية، ليونيدا ريباسي، على باب النجاة وإقصاء سيلونه من الجائزة كان معبرًا عن ذلك، حيث قال صراحة: «أنه لا يمكنه مكافأة كتاب يشوه ذكرى تولياتي».
كانت الانتقادات التي جاءت من نقاد الإلهام الكاثوليكي الذين رحبوا بالعمل محمودة أكثر من سابقتيها. واستمر الثناء على الكاتب الأبروتسي في الخارج، حتى أن إيروينج هاو قال عنه عام 1969: «كل كلمة من كلماته تحمل في طياتها معانٍ خاصة، بصمة أخوية وإنسانية مشتتة. حقًا وبقليل من الغموض، فإن كل النقد الأدبي بكل مهابته، أبدًا لم يوقفه: فهو رجل يكتب بأسلوب بسيط وسلس ودون ادعاءات، وهو بدوره ما يجعلنا نشعر بما لا يدع مجالًا للشك بكل ما يكتب». وأثني عليه أيضًا بيرتراند راسل، مصنفًا إياه واحد من عظماء إيطاليا وكونه الشخصية التي لا يمكن مقارنتها في أي وقت مضى.
برهن باب النجاة على حالة الاستقلال الذاتي لفكر سيلونه، حيث برز مفهوم الحرية الكامن بداخله وكان ذو طابع قوي ومؤثر، وصولًا إلى الشعور بوجود بعض العبارات اللاسلطوية: «الحرية... هي إمكانية التشكيك وإحتمالية الوقوع في الخطأ والقدرة على البحث والتجربة، والوقوف بوجه أي سلطة سواء كانت أدبية، فنية، فلسفية، دينية، اجتماعية أو حتى سياسية».
في عام 1966، حصل سيلونه على درجة الدكتوراه الفخرية من جامعة ييل في الولايات المتحدة. وتزامنًا معها، قام راي بعرض مسرحيته واختبأ، إضافة إلى برنامج تلفزيوني مقتبس من روايته الثعلب وأزهار الكاميليا. وبعد ذلك، بدأت شعبية سيلونه في الازدياد، بعد سنوات عدة من نبذه محليًا.

### جائزة كامبيلو

ملصق العرض المسرحي.

جاء التقديس الحقيقي لسيلونه في وطنه متأخرًا إلى حد كبير، وتزامن مع صدور رواية مغامرة مسيحي متواضع عام 1968. وهو السيناريو الذي استعاد به سيلونه من جديد حياة البابا سلستين الخامس من القرن الثالث عشر، (الرافض الأكبر لجحيم دانتي)، مركزًا على الصراع بين مطالب الكنيسة، بوصفها مؤسسة، وروحانيته الذاتية. وللتعرف بوضوح على قصة البابا- الناسك، عمل سيلونه بجد لأكثر من سنة في إقليم أبروتسو، متنقلًا بين كل من سولمونا وأفيتسانو ولاكويلا وبيسكاسيرولي، بغية البحث عن الوثائق الأرشيفية، وعلى الرغم من بعض المشاكل الصحية الخطيرة التي عانى منها، والتي نقل على إثرها بالفعل إلى المستشفى.
في الجزء الأول من كتاب المؤلف البيشيني، يقوم الكاتب بإعادة هيكلة مساره الخاص في أبروتسو، مشيدًا برائحة نقاء المثالي المسيحي التي يشعر بعمق ارتباطه بها، حيث يصف سيلونه الكتلة الجبلية ماييلا، بكونها خلفية لقصة بييترو سلستين، راويًا ذلك في كتابه: «ماييلا هي لبناننا نحن في أبروتسو. فمنحدراتها وكهوفها وحدودها قابعة في أعماق الذكريات. في نفس هذه الأماكن وفي وقت واحد، كما هو الحال في زبيد، عاش العديد من النساك، حيث اختفي في الآونة الأخيرة المئات والمئات من الخارجين على القانون، والأسرى الفارين من الحرب، ومناصري حركة المقاومة ضد الفاشية والنازية خلال الحرب العالمية الثانية، والذين كان يدعمهم معظم السكان».
حققت مغامرة مسيحي متواضع نجاحًا تسويقيًا ونقديًا في آن واحد، وبفضلها حاز سيلونه جائزة موريتي دي أورو في مايو عام 1968 بمدينة أوديني، وجائزة كامبيلو في البندقية في 3 سبتمبر من العام ذاته. إلا أن مرض الكاتب حال دون حضوره حفل توزيع الجوائز بجزيرة سان جورجيو ماجيوري، ولكن تم الاتصال به عبر شبكة راي.
وأجمع النقاد وبشكل كبير على اعتبار عمله الأخير رائعة من روائع إنتاجه الأدبي، بل وصلت إلى تصدر قمة أعماله، وبالرغم من ذلك، فإن الصحافة الشيوعية استمرت في تجاهله. وحصد الكتاب، بعد وفاة الكاتب بأربع سنوات، جائزة كامبيلو الذهبية العشرين عام 1982.
ووجدت المسرحية طريقها للعرض وبدون تغيير في النص في 31 أغسطس عام 1969 في سان منياتو، تبعتها أخرى في 21 يناير عام 1971 في أنكونا. وعلى الرغم من كون عام 1968 عامًا سعيدًا لسيلونه ومليء بالإنجازات الشخصية، فضلًا عن التغييرات السياسية التي لم تترك الكاتب وشأنه، إلا أنه قام بإنهاء تجربته بمجلة الزمن الحاضر، معلقًا النشر بها، وقام بإغلاقها بعد مروره بضائقة مالية.

### سنواته الأخيرة

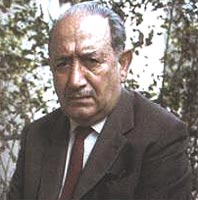
سيلونه في أواخر سنواته.

حاز سيلونه في 19 مارس 1969 جائزة القدس لحرية الفرد في المجتمع. وفي العام التالي، وبمناسبة عيد ميلاده السبعين، تلقي العديد من شهادات التقدير مع مقالات عدة تم نشرها في الصحف الإيطالية الكبرى، مع نشر العديد من الأبحاث والمقالات والدراسات عن الكاتب، وقد فردت مجلة الدراما عددًا خاصًا له، قامت فيه بجمع شهادات العديد من الكتاب والمثقفين من جميع أنحاء العالم، وقال ريباسي، الذي رفض قبل سنوات منحه جائزة فياريجيو، الآن يمكنني القول بأنه: واحد من أعظم كتاب الوقت المعاصر، وأنه كان من الخزي أن يبقى في الظل على مدى عقود.

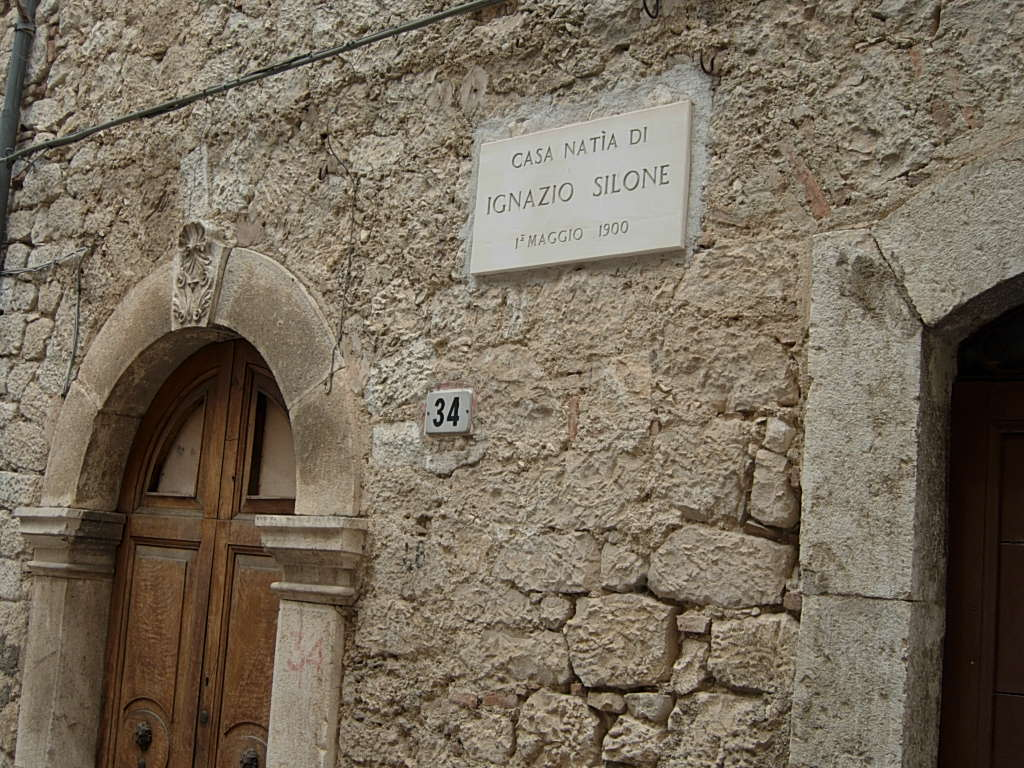
منزل إينياتسيو سيلونه.

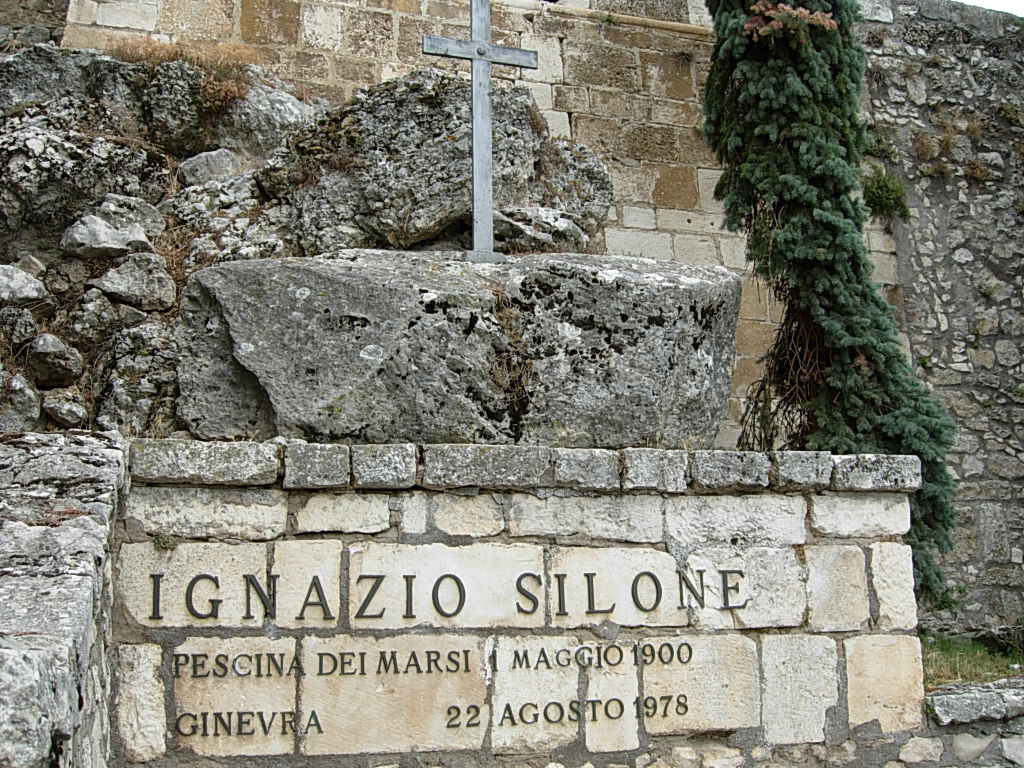
مقبرة سيلونه في بيشينا

ومُنح درجة الدكتوراه الفخرية من جامعة تولوز للأسباب التالية، لقد ذكر مسبقًا في أعماله مشاكل الشباب في باريس، وبالمدينة ذاتها، حاز جائزة الأدب العالمي سينو ديل دوكا عام 1971، إلا أنه أُصيب بوعكة صحية بعد حفل توزيع الجوائز، نُقل على إثرها إلى المستشفى. وساءت حالته الصحية منذ عام 1972، مما اضطره لملازمة منزله بفيلا ريكوتي بروما، حيث كان يعيش مع زوجته دارينا، إلا أنه في الوقت نفسه لم ينقطع عن المشاركة في المناقشات الفكرية والكتابة.
في عام 1974، نشر في المجلة البسكاراية اليوم والغد قصة تحت عنوان حياة وموت رجل بسيط. واشتد عليه المرض في عام 1977، وقامت زوجته دارينا بنقله إلى فيوجي وتم تجاوز الأمر. وفي العام نفسه، بدأ سيلونه كتابة روايته الجديدة، سيفيرينا، وهي تتناول قصة فتاة يتيمة نشأت في دير، وشاركت بمظاهرة عمالية قُتل بها أحد المتظاهرين. إلا أن الكاتب فشل في إكمال الرواية؛ وتدهورت حالته الصحية بعد عودته إلى روما، ثم انتقل إلى
عيادة فلوريسانت في جنيف، والتي كانت رحلته الأخيرة قبل وفاته.
في 22 أغسطس 1978، تُوفي إينياتسيو سيلونه في العيادة بجنيف، وبعدها بيومين، تم نقل الجثمان إلى بيشينا ليتم دفنه في مقبرة الأسرة. وفي العام التالي، تم نقل رفاته إلى مثواها الأخير، تنفيذًا لوصيته: «أود أن أدفن أسفل برج الأجراس القديم لسان بيراردو في بيشينا، مع وضع صليب حديد يستند إلى الحائط، وأن يكون على مرأى من هضبة فوتشينو».
وأعرب سيلونه في مقابلة أُجريت معه قبل بضع سنوات، عن عدم مهابته الموت: «لا. لقد أقتربت منه مرات عدة نظرًا لحالتي الصحية غير المستقرة. وقد مررت ببعض الفترات التي كنت أستشعر أنه قريبًا مني للغاية. كلا، لا أشعر بالخوف. فهي الحقيقة التي تمثل جزءًا واقعيًا من مشاكل الحياة. وإذا فكر أحدهم جديًا بمعنى الوجود، فإنه حتمًا سيدرك أن أن الموت هو نهاية الوجود».
وفي عام 1981، وبعد ثلاث سنوات من وفاة زوجها، أكملت دارينا لاراسي مراجعة واستكمال الرواية الأخير سيفيرينا، وثم أعطتها للصحافة.

## موضوعات تناولها سيلونه
| إينياتسيو سيلونه | كل ما جعلني أكتب، وربما كل ما لم أكتبه بعد، وبالرغم من أنني قد سافرت وعشت في المنفى لفترات طويلة، كان يشير فقط إلى ذلك الجزء من الحي، والذي تستطيع بنظرة واحدة أن تعانقه من منزلك حيث وُلدت. أنه حي مثل بقية أحياء أبروتسو، ولكنه فقير من ناحية التاريخ المدني والتعليم المسيحي، الذي توقف تقريبًا عند العصور الوسطى. ليست به أي معالم جديرة بالذكر عدا الكنائس والأديرة. ولقرون عدة، لم يكن به أبناءً مشهورين باستثناء القديسين وعمال المحاجر. وظروف الوجود الإنساني كانت دائمًا مؤلمة للغاية، فلم يكن الألم فحسب هو المسبب الأول للمنية. بينما كان الصليب محفيًا به ومبجلًا. كانت الرهبنة الفرنسيسكانية واللا سلطة من أشكال التمرد المقبولة على هذه الأرض. | إينياتسيو سيلونه |

يرجع الفضل لسيلونه في تناول موضوعات عدة مثل العزلة الاجتماعية والالتزام السياسي العميق الذي تشربت به كل أعماله. كان الكاتب الأبروتسي من بين أوئل الكتاب، جنبًا إلى جنب مع مجموعة كبيرة من الكتاب الأنجلوسكسونيون، الذين تعمقوا كثيرًا في معالجة القضايا الاجتماعية في الأعمال الروائية. إلا أن سيلونه أيضًا أخذ على عاتقه مناقشة القضايا الريفية، بينما تكفل البعض الآخر بتحليل عالم العمل في المجتمع ما بعد الصناعي. ووضح جليًا أنه رمز بذلك في فونتامارا، حيث أن النقد الاجتماعي ظهر مدرجًا تحت بند التضامن والتقوى المسيحية. إضافة إلى بعض الموضوعات الأخرى التي تزامنت مع فترة كتابة هذه الرواية، بوصفها مشهدًا حقيقيًا لحياة فلاحي الريف الإيطالي في مرحلة الفاشية، حيث أبرزت جهل الفلاحين مع بعدهم المطلق عن السياسة، وقد عبر عن ذلك بنبرة ساخرة أحيانًا مع إحساسه بالمرارة وخيبة الأمل.
كانت انعكاسات القصص الشخصية للكاتب في إنتاجه الأدبي من أبرز الأمور. وكان إقصاءه من الحزب الشيوعي، والتي أعقبت خيبة أمله من الستالينية مبررًا كافيًا له لاتخاذه مواقف متعنتة ورفضه الوصول إلى حل وسطي مع القوة الحاكمة، إلى جانب التزامه بالمشاركة الثقافية والسياسية لمناهضة الفاشية، ومن بعدها، حمله للواء المثل المسيحية الاشتراكية. وكشفت بعضًا من أعماله التي تناولت سيرته الذاتية عن هذا الأمر، وهي الخبز والنبيذ وبذرة تحت الثلج وسر لوقا.
وجد الثوري بيتر سبينا، بطل رواية الخبز والنبيذ نفسه في منافسة قوية مع الحزب السياسي الذي شارك فيه وطُرد منه، وقد حاول، وقد خاب أمله، استرداد مُثل الحرية والتضامن الإنساني الذين كانا أساسًا لاعتقاده، مع محاولته العودة بطريقة طوباوية إلى القيم الإنسانية الأساسية.
غالبًا ما كانت تتشكل البنية السردية لسيلونه، ذات الأسلوب السلس واللغة البسيطة، مع الافتقار في بعض الأحيان تفتقر للاسلوب الأدبي، بناءً على الثقافة الزراعية للفلاحين، والتي نشأ عليها الكاتب. كانت بالمجمل تعتمد على سرد القصص الحياتية والأساطير والمعتقدات الشعبية التي تعلمها في سن مبكرة في أبروتسو. وعلى سبيل المثال، كان ظهور بعض شخصيات الفلاحين بطريقه أسطورية في رواية فونتامارا متعارضًا وبشكل جلي مع سائر أفراد المجتمع الآخرين. وبدوره كان سيلونه يحقق مكانة كبيرة جراء اهتمامه ببعض النواحي غير المسبوقة في الأدب. ويعد سيلونه سبَّاقًا في عرضه لواقع الريف بجنوب إيطاليا بطريقة نموذجية، ولكنها مريرة وقاسية ومعقدة في الوقت نفسه، مع رثاءه اليائس للاستسلام والتضحية. ثم بين في بذرة تحت الثلج، أن الحقيقة ليست في وعي الفقراء، ولكن في وجودهم، حيث عاشوا في عزلة عن المجتمع، متداخلين فقط مع بعضهم البعض. وتأكيدًا على ذلك، فإن جوستاف هيرلينج قد أشار إلى أن «كانت الحياة اليومية معيار سيلونه، وبوجه خاص في المنطقة التي وُلد بها، والتي لم تكن المصدر الحقيقي لطريقة تفكيره».
كانت مهمة تلك المسائل المتعلقة بالدين في إنتاج سيلونه، وبخاصة إعلاء المثل العليا المسيحية في ضوء معضلة الفصل بين عصيان السلطة الهرمية، أي الكنيسة، وضمير أولئك الذين يؤمنون بها. لم تكن المسيحية من وجهة نظر سيلونه عقائدية، بل كانت مستوحاة من القيم البدائية لحب نكران الذات، وإزالة الفوارق الاجتماعية والمعركة المستمرة ضد الظلم، والتضامن ورفض أي حلول تسوية، وهو ما ظهر في عمله الروائي مغامرة مسيحي متواضع. تتناول الرواية شخصية سلستين الخامس بوصفه رمزًا للمسيحية. ويشير سيلونه وبشكل مثالي، إلى شخصية الراهب جواتشينو دي فيوري، كما يشرحها فيباب النجاة: «مع كل هذه المعاناة، وتحت رماد الشك، لن يتوقف أبدًا أمل المملكة القديم، فمتى يحل الحب والعطاء محل القانون، والحلم القديم لجواتشينو دي فيوري والروحنيات السلستينية».

## قالوا عنه
- «لاحظت فيه إحساسه المرهف وتأثره العاطفي وحماسته للمذهب الشيوعي ومدى عمق التعاليم  الكاثوليكية داخله، والسؤال الذي كان يسكن أعماق الكثير من الناس: لماذا نحن موجودون، وما هو هذا الكون وأين نذهب؟ هذا السؤال كان دوما محل تساؤل وجدل لكونه كان يثار في أعماق أعماق أي دين، كان فيه وقد شعرت به». (كاميلا رافيرا)
- «أود أن أقول كم أقدره وكم أكن له كل الاحترام بوصفه رجلًا وفنانًا، وما مدى عمق تملكه لي وكم تأثرت بحياته غريبة الأطوار، سمعت عنه مؤخرا بشيء من الحميمية، وكانت معرفتي به شيء نفيس، وهو الأمر الذي ربما لم يكن ممكنا إذا كان كل من مصائرنا  ذي مسار مختلف».[104] (توماس مان، بعد قرائته لفونتامارا)
- «ثورة سيلونه هي ثورة الإنسانية العارية. ليست فقط عارية في الشعور بالغفلة، بل أكثر عمقًا وصولًا إلى الشعور بالوحدة والعزلة. سعى الأشخاص الذين عرفوا شعور الوحدة جاهدين دائمًا إلى كسرها بكل ثقة مع قيامهم ببعض أعمال الرحمة مثل إسقاء الظمئان وإيواء العاري، وعلاج المرضى» (جيلبرت سيجو)
- « كان سيلونه  جديرًا بجائزة نوبل. فقد خاطب سيلونه أوروبا بأسرها. إذا كنت أشعر وكأنني متصل به بطريقة ما، وفي الوقت نفسه أراه أصيلا ومنتميا حتى جذوره إلى تقاليده الوطنية والإقليمية».[104] (ألبير كامو)
- «تم استبعاد سيلونه من جائزة فياريجيو، كما استبعدناه من اهتماماتنا وتأملاتنا اليومية، وذلك لأن قضيته تقلق وتؤرق الكثير، وكانت مواجهته تتطلب التزام عالي وقد تنتهى باستئثاره لكل بنيتنا الفكرية والروحية». (كارلو بو)
- «لقد حان الوقت للاعتراف بأن سيلونه هو كاتب الكتاب الفريد من نوعه، نظرا لأن لديه شيء خطير ودقيق يستحق القول، فهو جاف، مضطرب، ومملوء بالاحتياطيات السرية، وبه حاجة داخلية غلبته وأجبرته على الكتابة فقط، يعد واحد من الكتاب القلائل المصابيين بالعظمة». (جويدو بيوفيني)
- «احلم... نعم، احلم بمسيحية اجتماعية ويمكننا القول اشتراكية خالصة. المسيحية المنفصلة عن الهياكل التاريخية للكنيسة، ولكن في الوقت ذاته، التى  تعيد اكتشاف بعض الخرافات القديمة، والتقاليد المتأصلة والتى تحب الحرية. إضافة إلى الاشتراكية التى لا ترتبط بأفكار الحزب ولا بالهياكل البيروقراطية. هذا صحيح، أعرف أنه من هذه المدينة الفاضلة [...] لقد نسيت أنه يوجد كاتب إيطالي واحد أشعر بإنه على مقربة من هذا الحلم، إنه إينياتسيو سيلونه، الكاتب الذي أكن له كل تقدير».[94] (هاينريش بول)
- « كان سيلونه نقي القلب، ومفكر متواضع. ولقد سمعت عنه عبارة مؤخرا: أن صخب الحشود لا يمكنه إسكات صوت الضمير».[94] (ساندرو برتيني)
- «نعم، كان دائمًا يعطى أهمية للأصول الاجتماعية للأشخاص وللطبقات. ولكن هذا لا يحتاج إلى الماركسية، يكفى فقط العيش بين فلاحي أبروتسو».[105] (جوستاف هيرلينج)

## متحف سيلونه

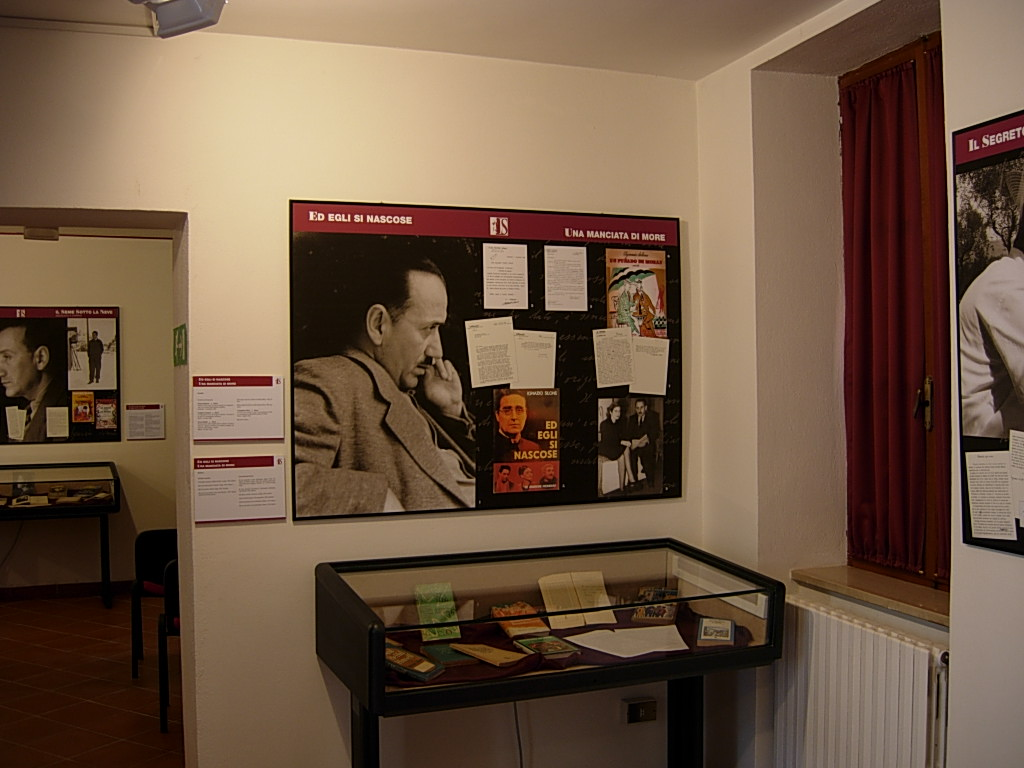
إحدى قاعات متحف سيلونه.

متحف سيلونه هو متحف مخصص لأعمال الكاتب، يقع مقره في بيشينا، وتم العمل على تأسيسه بفضل تبرعات دارينا لاراسي عام 2000، وتم افتتاحه في 1 مايو 2006، بطلب من مركز دراسات إينياتسيو سيلونه، وبلدة بيشينا، وبفضل مساهمات مقاطعة لاكويلا. يهدف المتحف إلى إحياء أعمال الكاتب الأدبية والفكرية والسياسية. أخذ المتحف طابعًا زمنيًا، متتبعًا المراحل الرئيسية في حياة سيلونه، عبر أعماله الأدبية والوثائق الأرشيفية وبعض متعلقاته الشخصية؛ وتم إعادة دراسة بعض الحقائق بالصور والوثائق، فضلًا عن بعض الأحداث التاريخية الهامة التي شكلت مشهدًا هامًا في حياة الكاتب. يعج المتحف ببعض المتعلقات مثل المكتبة والأرشيف وبعض الصور لبعض الشخصيات العزيزة إلى سيلونه وخطابات وبطاقات بخط يده، إضافة إلى العديد من الطبعات الأجنبية لأعماله الأدبية.

## أعماله

### الروائية
| العمل الأدبي            | سنة الإصدار | تعليقات |
| ----------------------- | ----------- | --- |
| فونتامارا               | 1930        | نُشرت في زيورخ عام 1933، وفي بازل باللغة الألمانية عام 1934، وفي باريس باللغة الإيطالية عام 1934، وفي باريس- زيورخ عام 1934، وفي روما في دار نشر فارو عام 1945؛ وفي ميلانو في دار نشر موندادوري عام 1949.                    |
| رحلة إلى باريس          | 1934        | نُشرت في روما من قبل مؤسسة إينياتسيو سيلونه عام 1992. |
| الخبز والنبيذ           | 1936        | نُشرت النسخة الإنجليزية في لندن عام 1936، والنسخة الألمانية في زيورخ عام 1937، والنسخة الإيطالية في لوغانو عام 1937، فيما ظهرت الطبعة الأولى المنقحة في إيطاليا تحت عنوان النبيذ والخبز، ميلانو، دار نشر موندادوري عام 1955. |
| بذرة تحت الثلج          | 1941        | نُشرت النسخة الألمانية في زيورخ عام 1941، والنسخة الإيطالية في لوغانو بالعام ذاته، وفي روما في دار نشر فارو عام 1945 وفي ميلانو بدار نشر موندادوري عام 1950، بينما ظهرت النسخة المنقحة منها بنفس دار النشر عام 1961.         |
| حفنة من العليق          | 1952        | نُشرت في ميلانو بدار نشر موندادوري عام 1952. |
| سر لوقا                 | 1956        | نُشرت في ميلانو بدار نشر موندادوري عام 1956. |
| الثعلب وأزهار الكاميليا | 1960        | نُشرت في ميلانو بدار نشر موندادوري عام 1960. |
| مغامرة مسـيحي متواضـع   | 1968        | حازت الرواية الجائزة الأدبية الإيطالية السنوية كامبيلو، ونشرتها دار نشر موندادوري بميلانو عام 1950. |
| سيفيرينا                | 1971        | نُشرت في ميلانو بدار نشر موندادوري عام 1981. |

### المقالية غير الروائية
| العمل الأدبي             | سنة الإصدار | تعليقات |
| ------------------------ | ----------- | --- |
| الفاشية: أصول وتنمية     | 1934        | نُشرت في زيورخ. |
| مدرسة الدكتاتوريين       | 1938        | نُشرت النسخة الألمانية في زيورخ عام 1938 من قبل يعقوب هوبر، فيما ظهرت النسخة الأمريكية في نيويورك عام 1938 والإنجليزية في لندن عام 1939 تحت اسم The School for Dictators من قبل جوندا ديفيد وإريك موزباشر. وظهرت النسخة الإسبانية في بوينوس آيرس تحت اسم La escuela de los dictadores عام 1939 من قبل خوليو إندارتي، فيما ظهرت النسخة العبرية في تل أبيب تحت اسم Beit Sefer lediktatirim عام 1941 من قبل إبراهام كاريف، والإيطالية عام 1962 من قبل دار نشر موندادوري، وظهرت النسخة الفرنسية في باريس تحت اسم L'école des dictateurs عام 1964 من قبل جان بول سامسون، وفي كولونيا بألمانيا تحت اسم Die Kunst der Diktatoren عام 1965 من قبل ليزا روديغر. |
| نصب تذكاري من سجن سويسري | 1942        | نُشرت كوزنسا عام 1979 من قبل دار نشر ليرتشي. |
| باب النجاة               | 1965        | نُشرت في فلورنسا من قبل دار نشر فاليتشي. |
| مستقبل العمال            | 1944- 1945  | تم إعادة طباعتها من قبل إس. ميرلي وجي. بولوتي في المعهد الأوروبي للدراسات الاشتراكية في ميلانو عام 1992. |

### المسرحية
| العمل الأدبي          | سنة الإصدار | تعليقات |
| --------------------- | ----------- | --- |
| واختبأ                | 1944        | نُشرت النسخة الألمانية في زيورخ- لوغانو عام 1944، ثم الإيطالية في روما من قبل الوثيقة للنشر عام 1945، وعُرضت في المسرح في 1 يوليو عام 1950. |
| مغامرة مسـيحي متواضـع | 1969        | وتحمل اسم الرواية ذاتها وتم عرضها في 12 سبتمبر عام 1969.                                                                                  |

### كتابات أخرى
- مقدمة عن الأفكار الحية لمازيني عام 1939 باللغة الإنجليزية وعام 1949 باللغة الإيطالية.
- الإرث المسيحي: يوتوبيا المملكة والحركة الثورية، تم تقديمها في مؤتمر عُقد في روما عام 1945.
- أبروتسي في أبروتسي وموليزي، ميلانو عام 1950.
- شهادات حول الشيوعية، دار نشر المجتمع، تورينو عام 1950.
- في حقائب المنفى، خبرات ودراسات اشتراكية من مؤلفين عدة، نُشرت عام 1954.
- اختيار الأصدقاء، تورينو، من منشورات الرابطة الثقافية الإيطالية عام 1954.
- حوار صعب مراسلتي مع إيفان أنيسيموف، نُشرت من دار أعمال جديدة للنشر في روما عام 1958.
- مقدمة بلاسكو: إعادة تأهيل الناشط الثوري ألفريدو أزاروني، نُشرت من قبل دار نشر طبعات الأعمال المشتركة عام 1962.
- هذا هو سبب انفصالي عن الكنيسة، نُشرت في 31 أكتوبر عام 1965 في دار نشر المناقشة، وفي 7 نوفمبر من العام ذاته في دار نشر المعرض الأدبي.

## المحفوظات والمخطوطات والمراسلات
تم الاحتفاظ ببطاقات الكاتب الأبروتسي في مؤسسة الدراسات التاريخية لفيليبو توراتي في فلورنسا. ويتألف الصندوق من 44 مظروف، مقسمًا إلى 267 ملفًا مع مجموعة من الصور وبعض مقاطع الفيديو.
فيما تتألف المكتبة من أرشيف يشتمل على أكثر من 3.000 كتاب، مهداه إلى المؤسسة من قبل دارينا لاراسي في 23 سبتمبر 1985؛ ولا سيما بعض الوثائق الأرشيفية، التي تم إعادة ترتيبها وتنظيمها من قبل الكاتب نفسه، وقد وُصفت عام 1979 بأنها ذات أهمية تاريخية كبيرة بقرار من هيئة حماية الإبداع الأدبي والثقافي في لاتسيو.

## الجوائز والاستحقاقات والأوسمة
- جائزة مارزوتو عن باب النجاة عام 1965.[110][111]

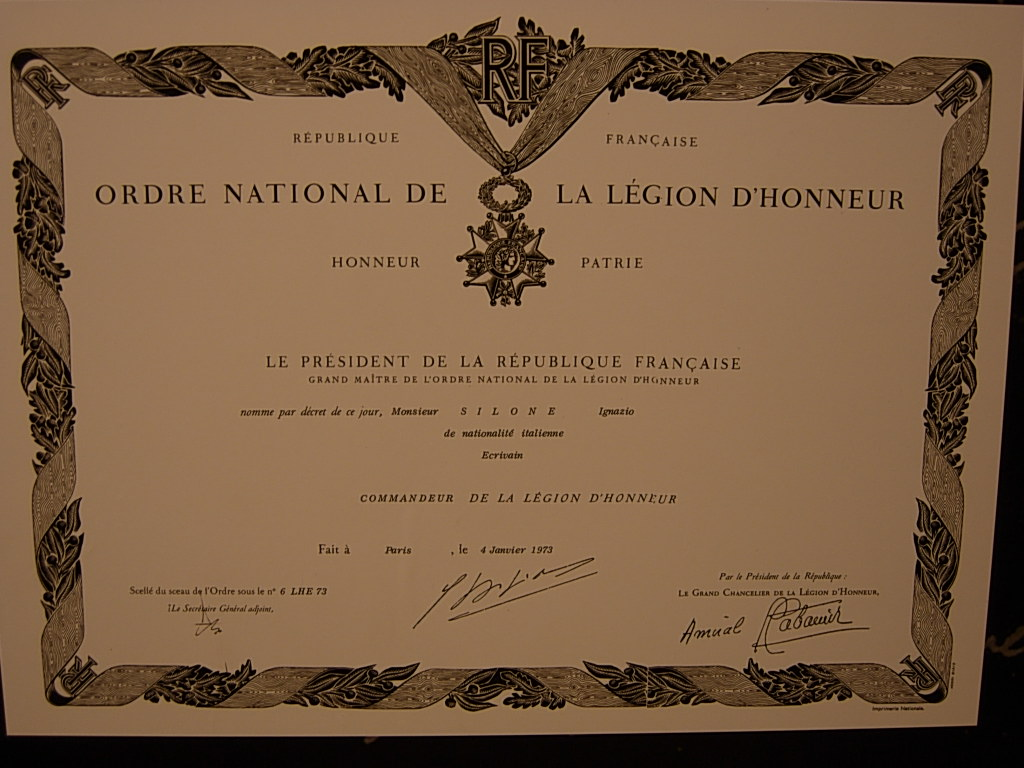
وسام جوقة الشرف الذي مُنح لسيلونه.

- درجة الدكتوراه الفخرية من جامعة ييل عام 1966.
- جائزة موريتي دي أورو عن رواية مغامرة مسيحي متواضع عام 1968.[22][112]
- جائزة كامبيلو عن رواية مغامرة مسيحي متواضع عام 1968.[112][113]
- درجة الدكتوراه الفخرية من جامعة تولوز عام 1969.[113]
- جائزة القدس لحرية الفرد في المجتمع عام 1968.[114]
- جائزة الأدب العالمي سينو ديل دوكا عام 1971.[114]
- درجة الدكتوراه الفخرية من جامعة ورك عام 1971.[106]
- وسام جوقة الشرف الوطني للجمهورية الفرنسية عام 1973.[47]
- وسام الاستحقاق من الجمهورية الإيطالية عام 1973.[115]
- القلم الذهبي للأدب من رئاسة مجلس وزراء إيطاليا عام 1973.[116]
- جائزة غوتفريد كيلر عام 1973.[117]
- جائزة كامبيلو الذهبية العشرين، وحصل عليها عام 1982، بعد وفاته.[118]

## معالجة سينمائية
في عام 1977، تمت معالجة روايته الأشهر فونتامارا سينمائيًا من بطولة ميكيل بلاسيدو وإخراج كارلو ليتساني.